# Seven Wonders
«Seven Wonders» es una canción del grupo británico Fleetwood Mac publicado como la segunda pista, y también segundo sencillo, de su décimo disco de estudio, Tango in the Night, publicado en abril de 1987. Fue el último disco con la formación original, al abandonar poco después el grupo Lindsey Buckingham.
Cantada por Stevie Nicks, la letra original fue escrita por el letrista Sandy Stewart, quien mandó una demo al grupo con un boceto de ritmo, pero sin una letra definida en su proporción. En la letra original se encontraba la frase "You touched my hand / All the way / All the way down to Emmeline" (Tú cogiste mi mano / Todo el camino / Todo el camino hasta Emmeline), que fue un error propio en la demo pero que al grupo le gustó incluir.
El grupo grabó el videoclip que acompañaba de promoción el sencillo en 1987, con un decorado rococó en el que se disponen todos los miembros de Fleetwood Mac, mientras en el fondo del escenario se representan bocetos de las maravillas del mundo (aunque no sean ortodoxamente las siete maravillas del mundo antiguo, como las Pirámides de Guiza, el Coliseo de Roma o el Taj Mahal.
La canción fue usada en el final de temporada de American Horror Story: Coven, en el que participó la propia Stevie Nicks interpretando la canción, lo que la llevó hasta el puesto número 18 en la lista Billboard Rock Digital Songs.

## Personal
- Stevie Nicks - voz principal y coros
- Lindsey Buckingham - guitarras, sintetizador, Fairlight CMI, coros
- Christine McVie - sintetizadores, coros
- John McVie - bajo
- Mick Fleetwood - batería, percusión

## Posición en listas
| Listas (1987)                           | Posición más alta |
| --------------------------------------- | ----------------- |
| Alemania (GfK Entertainment Charts)     | 47                |
| Australia (Kent Music Report)           | 23                |
| Bélgica (Ultratop 50 Singles)           | 27                |
| Canadá (RPM)                            | 17                |
| España (Promusicae)                     | 44                |
| Estados Unidos (Adult Contemporary)     | 13                |
| Estados Unidos (Billboard Hot 100)      | 19                |
| Estados Unidos (Mainstream Rock Tracks) | 2                 |
| Irlanda (Irish Singles Chart)           | 28                |
| Nueva Zelanda (Recorded Music NZ)       | 49                |
| Países Bajos (Dutch Single Top 100)     | 28                |
| Polonia (LP3)                           | 10                |
| Reino Unido (UK Singles Chart)          | 56                |